# Mochy (gmina)
Mochy (do 194? i od 1976 Przemęt) – dawna gmina wiejska istniejąca w latach 194?-1954 i 1973–1976 w woj. poznańskim i leszczyńskim (dzisiejsze woj. wielkopolskie). Siedzibą władz gminy były Mochy.
Poprzedniczką gminy Mochy była gmina Przemęt, utworzona 1 sierpnia 1934 roku w powiecie wolsztyńskim w woj. poznańskim. Po wojnie gmina Przemęt występuje jeszcze w urzędowym wykazie gmin z 28 lipca 1945, lecz wkrótce przekształcono ją w jej terytorialny odpowiednik – gminę Mochy z siedzibą władz w Mochach.
Według stanu z dnia 1 lipca 1952 roku gmina Mochy składała się z 13 gromad: Błotnica, Górsko, Kaszczor, Mochy, Nowawieś, Osłonin, Perkowo, Przedmieście, Przemęt, Radomierz, Solec, Starkowo i Wieleń Zaobrzański. Gmina została zniesiona 29 września 1954 roku wraz z reformą wprowadzającą gromady w miejsce gmin.
Jednostkę przywrócono w powiecie wolsztyńskim, w woj. poznańskim wraz z reaktywowaniem gmin z dniem 1 stycznia 1973 roku. 1 czerwca 1975 roku gmina znalazła się w nowo utworzonym woj. leszczyńskim. 15 stycznia 1976 roku gmina została zniesiona przez połączenie z (również znoszoną) gminą Bucz w nową (reaktywowaną) gminę Przemęt.